# Vuelta Ciclista de Chile 2012
La 31.ª edición de la Vuelta Ciclista de Chile, se disputó desde el 5 hasta el 15 de enero de 2012 recorriendo la zona centro y sur de Chile, partiendo desde La Serena y finalizando en Santiago.
Formó parte del UCI America Tour siendo la sexta carrera de dicho campeonato. Se disputó sobre 10 etapas para totalizar casi 1370 km.
El ganador de la clasificación general fue Patricio Almonacid del equipo Clos de Pirque-Trek, siendo escoltado en el podio por el colombiano Félix Cárdenas (GW-Shimano) y el también chileno y compañero de Almonacid, Gonzalo Garrido.
En las clasificaciones secundarias, el Clos de Pirque-Trek ganó en dos más a través de Luis Mansilla (competitividad) y Gonzalo Garrido (montaña). Las metas volantes fueron para Gonzalo Miranda (Mostazal-Cycling Adventure) mientras que en sub-23 se consagró Wolfgang Burmann (Scot-Chilemat). La clasificación por equipos quedó en manos de los colombianos de GW-Shimano.

## Equipos participantes
Al igual que en 2010, los equipos de Chile disputaron previamente varias carreras y a través de ellas se realizó un ranking donde los 10 mejores tuvieron acceso a la participar de la competición. Para esta edición la carrera contó con 2 equipos más que en la edición anterior, siendo 20 escuadras las que participaron, las 10 chilenas y 10 extranjeras totalizando 119 corredores de los que 90 llegaron al final.
| Locales                            | Extranjeros                            |
| ---------------------------------- | -------------------------------------- |
| Bianchi-R2-Shimano                 | GW-Shimano                             |
| Clos de Pirque-Trek                | Colombia-Comcel                        |
| Unión Ciclista Curicó              | Clube DataRo de Ciclismo-Foz do Iguaçu |
| Scott-Chilemat                     | Jamis-Sutter Home                      |
| Club Ciclista Chacabuco            | Andalucía                              |
| Scanavini Full Runners             | Team Nippo                             |
| Félix Geraldo-Sali Hochschild      | KTM-Gebrüder Weiss                     |
| Bici Club Macul                    | Selección de Argentina                 |
| Mostazal-Cycling Adventure         | Selección de México                    |
| Arquitectura USM by Triciclo Films | Selección de Uruguay                   |

## Etapas
Comenzó con una contrarreloj por equipos en La Serena.
La 4.ª etapa tuvo final en alto en la Hacienda Santa Martina en las cercanías de Santiago. 
Tras la cuarta etapa tuvieron el día de descanso, durante el cual se trasladaron hacia el sur, para retomar la competición con la contrarreloj individual en Puerto Montt. La 9.ª etapa fue la etapa "reina", nuevamente culminó en alto, en Farellones, tras el pasaje previo por Santiago.
| Etapa | Fecha | Recorrido                           | Km         | Ganador              | Líder              |
| 1.ª   | 5/01  | La Serena-Coquimbo                  | 18,8 (CRE) | Clos de Pirque-Trek  | Antonio Cabrera    |
| 2.ª   | 6/01  | La Serena-Tongoy                    | 156,5      | Juan José Lobato     | Luis Mansilla      |
| 3.ª   | 7/01  | Los Vilos-Viña del Mar              | 187,9      | Luis Mansilla        | Luis Mansilla      |
| 4.ª   | 8/01  | Viña del Mar-Hacienda Santa Martina | 143,7      | Patricio Almonacid   | Luis Mansilla      |
|       | 9/01  | Día libre                           |            |                      |                    |
| 5.ªa  | 10/01 | Puerto Montt-Puerto Montt           | 20 (CRI)   | Sergio Godoy         | Luis Mansilla      |
| 5.ªb  | 10/01 | Puerto Montt-Osorno                 | 131,1      | Adrián Palomares     | Luis Mansilla      |
| 6.ª   | 11/01 | Valdivia-Villarrica                 | 128,8      | Luis Mansilla        | Luis Mansilla      |
| 7.ª   | 12/01 | Temuco-Los Ángeles                  | 221,7      | Javier Ramírez Abeja | Luis Mansilla      |
| 8.ª   | 13/01 | Talca-Curicó                        | 137,5      | Cristopher Mansilla  | Luis Mansilla      |
| 9.ª   | 14/01 | Rancagua-Farellones                 | 141,6      | Félix Cárdenas       | Patricio Almonacid |
| 10.ª  | 15/01 | Circuito en Santiago                | 79,3       | Juan José Lobato     | Patricio Almonacid |

## Desarrollo general
La contrarreloj por equipos en La Serena, marcó el dominio del equipo Clos de Pirque-Trek por sobre el equipo colombiano GW-Shimano y los estadounidenses del Jamis-Sutter Home. De esta forma, Antonio Cabrera fue el primer líder de la carrera. Tras la 2.ª etapa que se definió en pelotón, Cabrera cedió el primer lugar de la clasificación general a su compañero Luis Mansilla, ya que éste culminó 3.º en la etapa y gracias a la bonificación pasó al primer lugar.
De allí en adelante, Mansilla controló la carrera, ganando la 3.ª y la 6.ª etapa. Incluso llegó por delante de uno de los favoritos, el colombiano Félix Cárdenas en la 4.ª etapa (denominada etapa "princesa" y con llegada en alto) y en la contrarreloj individual en Puerto Montt, donde finalizó 2.º. Culminada la 8.ª etapa, Mansilla se mantenía líder y respaldado por su compañero Patricio Almonacid a 54", mientras que en la 3ª colocación de la general se encontraba Félix Cárdenas a 2' 48".
Llegada la 9.ª etapa (la etapa "reina") donde se ascendió casi 40 km desde Santiago hasta Farellones, Félix Cárdenas demostró sus dotes de escalador llevándose la etapa, mientras que Mansilla perdió todas las posibilidades al llegar a más de 16 minutos del colombiano. El liderato de la competición  y por solo 18" quedó para Patricio Almonacid, ya que arribó a 1' 26" de Cárdenas.
La última etapa, con un circuito en Santiago no modificó las posiciones y Almonacid se consagró por primera vez campeón de la Vuelta a Chile.

## Clasificaciones finales

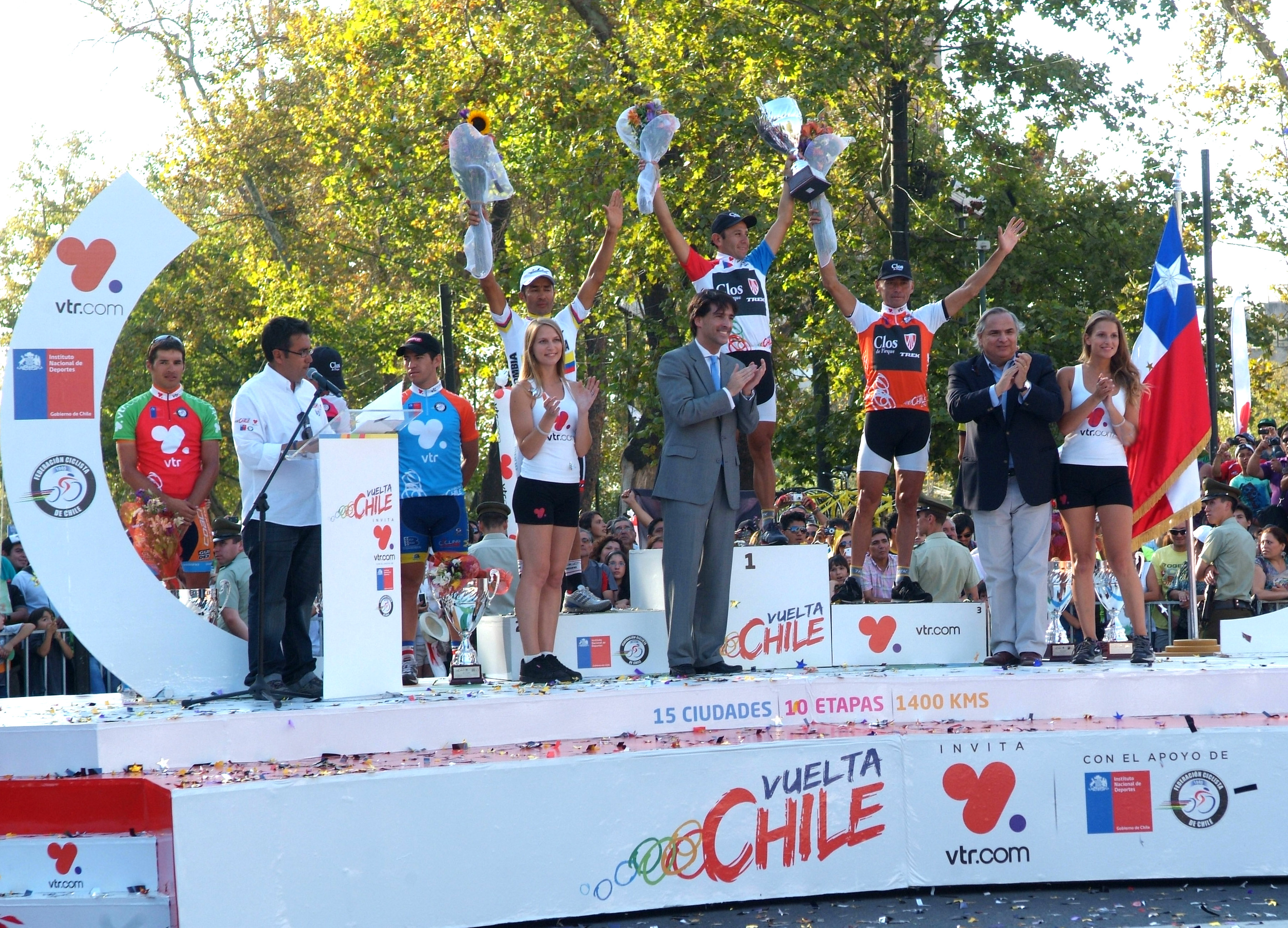
Final de la Vuelta Ciclística de Chile 2012.

- Las clasificaciones culminaron de la siguiente forma:[21]

### Clasificación general
| Posición | Ciclista           | Equipo                  | Tiempo           |
| -------- | ------------------ | ----------------------- | ---------------- |
|          | Patricio Almonacid | Clos de Pirque-Trek     | 30 h 51 min 47 s |
| 2        | Félix Cárdenas     | GW-Shimano              | a 18 s           |
| 3        | Gonzalo Garrido    | Clos de Pirque-Trek     | a 1 min 54 s     |
| 4        | Didier Chaparro    | Colombia-Comcel         | a 3 min 00 s     |
| 5        | Wolfgang Burmann   | Scott-Chilemat          | a 3 min 39 s     |
| 6        | Sergio Godoy       | Selección de Argentina  | a 4 min 44 s     |
| 7        | Daniel Rincón      | GW-Shimano              | a 5 min 00 s     |
| 8        | Óscar Pachón       | Club Ciclista Chacabuco | a 5 min 44 s     |
| 9        | Pablo Alarcón      | Scanavini-Fullrunners   | a 5 min 46 s     |
| 10       | Vicente Muga       | Bianchi-R2-Shimano      | a 6 min 58 s     |

| 11 | Mauricio Ardila  | Colombia-Comcel               | a 7 min 06 s  |
| 12 | Sebastián Lazo   | Scanavini-Full Runners        | a 8 min 11 s  |
| 13 | Camilo Gómez     | Colombia-Comcel               | a 8 min 15 s  |
| 14 | Tyler Wren       | Jamis-Sutter Home             | a 8 min 56 s  |
| 15 | Ignacio Pereyra  | Selección Argentina           | a 9 min 42 s  |
| 16 | Jaime Suaza      | GW-Shimano                    | a 10 min 08 s |
| 17 | Eloy Ruiz        | Andalucía                     | a 10 min 25 s |
| 18 | Jorge Contreras  | Félix-Geraldo-Sali Hochschild | a 10 min 33 s |
| 19 | Mauricio Neiza   | Colombia-Comcel               | a 10 min 46 s |
| 20 | Gonzalo González | Unión Ciclista Curicó         | a 11 min 07 s |

### Clasificación de la montaña
| Posición | Ciclista        | Equipo              | Puntos |
| -------- | --------------- | ------------------- | ------ |
|          | Gonzalo Garrido | Clos de Pirque-Trek | 79     |
| 2        | Félix Cárdenas  | GW Shimano          | 67     |
| 3        | Didier Chaparro | Colombia-Comcel     | 62     |

### Clasificación de las metas volantes
| Posición | Ciclista         | Equipo                     | Puntos |
| -------- | ---------------- | -------------------------- | ------ |
|          | Gonzalo Miranda  | Mostazal-Cycling Adventure | 45     |
| 2        | Fernando Antogna | Jamis-Sutter Home          | 29     |
| 3        | Luis Mansilla    | Clos de Pirque-Trek        | 23     |

### Clasificación de la competitividad
| Posición | Ciclista            | Equipo              | Puntos |
| -------- | ------------------- | ------------------- | ------ |
|          | Luis Mansilla       | Clos de Pirque-Trek | 117    |
| 2        | Juan José Lobato    | Andalucía           | 62     |
| 3        | Cristopher Mansilla | Clos de Pirque-Trek | 60     |

### Clasificación por equipos
| Posición | Equipo                | Tiempo           |
| -------- | --------------------- | ---------------- |
|          | GW Shimano            | 92 h 04 min 55 s |
| 2        | Colombia-Comcel       | a 1 min 29 s     |
| 3        | Clos de Pirque-Trek   | a 4 min 35 s     |
| 4        | Scanavivi-Fullrunners | a 16 min 34 s    |
| 5        | Selección Argentina   | a 16 min 37 s    |

## UCI America Tour
La carrera al estar integrada al calendario internacional americano 2011-2012 otorgó puntos para dicho campeonato. El baremo de puntuación es el siguiente:
| Posición                    | 1.º | 2.º | 3.º | 4.º | 5.º | 6.º | 7.º | 8.º |
| Clasificación general final | 40  | 30  | 16  | 12  | 10  | 8   | 6   | 3   |
| Por etapa                   | 8   | 5   | 2   |     |     |     |     |     |
| Líder general por etapa     | 4   |     |     |     |     |     |     |     |

Los 10 ciclistas que obtuvieron más puntaje fueron los siguientes:
| Ciclista              | Equipo              | Puntos por la clasificación final | Puntos de etapa | Puntos de líder | Total |
| --------------------- | ------------------- | --------------------------------- | --------------- | --------------- | ----- |
| Luis Mansilla**       | Clos de Pirque-Trek | -                                 | 36              | 32              | 68    |
| Patricio Almonacid**  | Clos de Pirque-Trek | 40                                | 13              | 4               | 57    |
| Félix Cárdenas**      | GW-Shimano          | 30                                | 15              | -               | 45    |
| Didier Chaparro       | Colombia-Comcel     | 12                                | 7               | -               | 19    |
| Gonzalo Garrido**     | Clos de Pirque-Trek | 16                                | 3               | -               | 19    |
| Sergio Godoy**        | Selección Argentina | 8                                 | 8               | -               | 16    |
| Juan José Lobato      | Andalucía           | -                                 | 16              | -               | 16    |
| Wolfgang Burmann**    | Scott-Chilemat      | 10                                | 2               |                 | 12    |
| Cristopher Mansilla** | Clos de Pirque-Trek | -                                 | 11              | -               | 11    |
| Adrián Palomares      | Andalucía           | -                                 | 8               | -               | 8     |

** Sus puntos no van a la clasificación por equipos del UCI América Tour. Sólo van a la clasificación individual y por países, ya que los equipos a los que pertenecen no son profesionales.